# شاه‌بلوط اسبی کالیفرنیا
شاه‌بلوط اسبی کالیفرنیا (نام علمی: Aesculus californica) نام یک گونه از سرده شاه‌بلوط است.